# Althia
Althia —también conocida como Cartala— fue la capital de la tribu prerromana de los olcades. Esta población es citada por varias fuentes clásicas cuando relatan el ataque que sufrió dicho pueblo por parte de los cartagineses al mando de Aníbal Barca en lo que fue su primera acción como comandante tras suceder a Asdrúbal el Bello.
Tuvo que ser una ciudad relativamente próspera que se situaba en la ruta que unía el valle del río Henares con el suroeste peninsular y que, con el tiempo, daría lugar a la vía romana que comunicaba Complutum con Cartago Nova.
Althia prácticamente desapareció tras el ataque y saqueo de los cartagineses. El pueblo que la habitaba —los olcades— también perdió su identidad étnica y se diluyó entre las tribus vecinas.

Mapa de los territorios prerromanos en Castilla-La Mancha y Madrid con indicación de las poblaciones históricas y consideración de su equivalente actual. La población de Althia está destacada en azul dentro de Olcadia

## Los olcades

Mapa de las campañas de cartaginesas dirigidas por Aníbal sobre los pueblos del interior peninsular. Su primer ataque tuvo como objetivo a los olcades con la toma y saqueo de su capital Althia.